# Nikolay Nikolayevich Cha của Nga
Nikolay Nikolayevich của Nga (tiếng Nga: Великий князь Николай Николаевич; 8 tháng 8 năm 1831– 25 tháng 4 năm 1891), hay còn được biết với tên Nikolay Nikolayevich Cha (tiếng Nga: Николай Николаевич Старший), là người con thứ 6 đồng thời là con trai thứ 3 của Hoàng đế Nikolai I của Nga và Charlotte Wilhelmine của Phổ. Nikolay Cha là người cuối cùng trong lịch sử Nga được phong Huân chương Thánh Georgy hạng nhất, ông phục vụ trong quân đội dưới thời anh trai Aleksandr II với tư cách là một Thống chế chỉ huy quân đội và trực tiếp tham gia vào Chiến tranh Nga–Thổ Nhĩ Kỳ (1877–1878). Là một trong những nhân vật từng có sức ảnh thưởng ở Nga nhưng những năm cuối đời ông liên tục vướng vào các vụ bê bối khiến cho vị trí của ông dần bị lu mờ trong triều đình Nga. Ngày 25 tháng 4 ông qua đời trong cơn điên loạn ở Alupka, Nga vào năm 1891.

## Thời thơ ấu
Nikolay Nikolayevich sinh ngày 8 tháng 8 năm 1831. Cha ông là Sa hoàng Nikolay I và mẹ là Charlotte Wilhelmine của Phổ thông qua cuộc hôn nhân Nikolay I có 4 con trai và 3 con gái. Nikolay là con trai thứ được xếp sau 2 anh trai Aleksandr và Konstantin trong hàng kế thừa hoàng vị vì vậy tuổi thơ không nhận được sự kỳ vọng nhiều từ mọi người xung quanh và từ khi sinh ra cha ông đã cố gắng đưa ông vào một nền giáo dục để sẵn sàng phục vụ dưới thời anh trai ông, Aleksandr. Khác với các anh trai, Nikolay từ nhỏ được bao quanh bởi một nền giáo dục đậm chất quân sự, thầy của ông là tướng quân Aleksey Illarionovich Filosofov. Năm 8 tuổi ông được ghi danh vào Lữ đoàn thiếu sinh quân ở St. Petersburg.

## Trưởng thành và Sự nghiệp

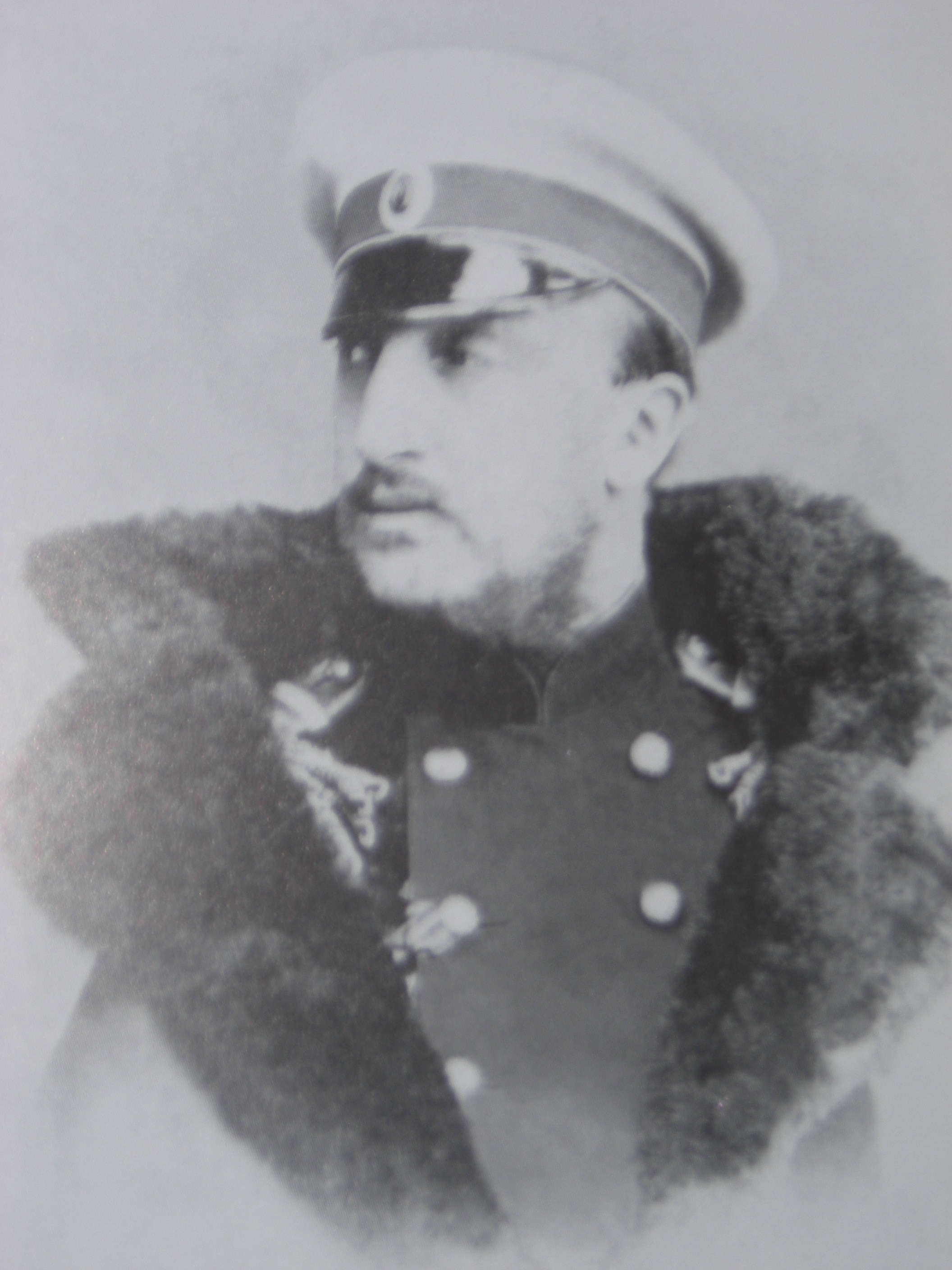
Đại vương công Nikolay Nikolayevich

Dưới thời trị vì của cha, Nikolay Nikolayevich phục vụ trong Trung đoàn Vệ binh Ulansky và cùng với Konstantin và Mikhail thực hành trên tàu lugger Oranienbaum, lên đường đến Vịnh Phần Lan. Dưới thời của Aleksandr II, tức anh trai ông, Đại vương công Nikolay đã cống hiến hết mình và tỏ ra đặc biệt quan tâm đến kỹ thuật quân sự. Năm 1856, ông được bổ nhiệm làm Tổng thanh tra kỹ sư và năm 1864, ông trở thành chỉ huy của Đội cận vệ Hoàng gia. Năm 1873, ông cùng anh trai của mình, đến Berlin tham dự gặp mặt của ba vị hoàng đế: Nga, Đức và Áo. Trong Chiến tranh Nga–Thổ Nhĩ Kỳ (1877–1878), Nikolay được bổ nhiệm làm Tổng tư lệnh quân đội Nga đang đống tại sông Danube. Sau khi quân đội Nga bị trục xuất khỏi Rumelia và các cuộc tấn công không thành công tại Plevna, chức vụ chỉ huy của Nikolay nhanh chóng được thay thế. Sau khi chiến tranh kết thúc, ông bị chỉ trích vì không chiếm được Constantinopolis, mặc dù trước đó ông đã bày tỏ khả năng tự mình cầm quân với Aleksandr II nhưng anh trai đã không đồng ý. Nếu so với các nhà lãnh đạo quân sự hàng đầu đang phục vụ cho Sa hoàng thời đó thì kỹ năng chỉ huy của ông không được đánh giá cao nhưng thất bại trong Chiến tranh Nga-Thổ Nhĩ Kỳ của ông một phần làm mất đi uy tín của ông trước anh trai.
Ngày 16 tháng 4 năm 1878, để thúc đẩy niềm tin của em trai trong sự nghiệm của mình, Sa hoàng Aleksandr II đã phong Nikolay là Tư lệnh quân khu St. Petersburg, Thống chế của Nga, Tổng Thanh tra Kỵ binh và Tổng Thanh tra các lực lượng công binh Nga.

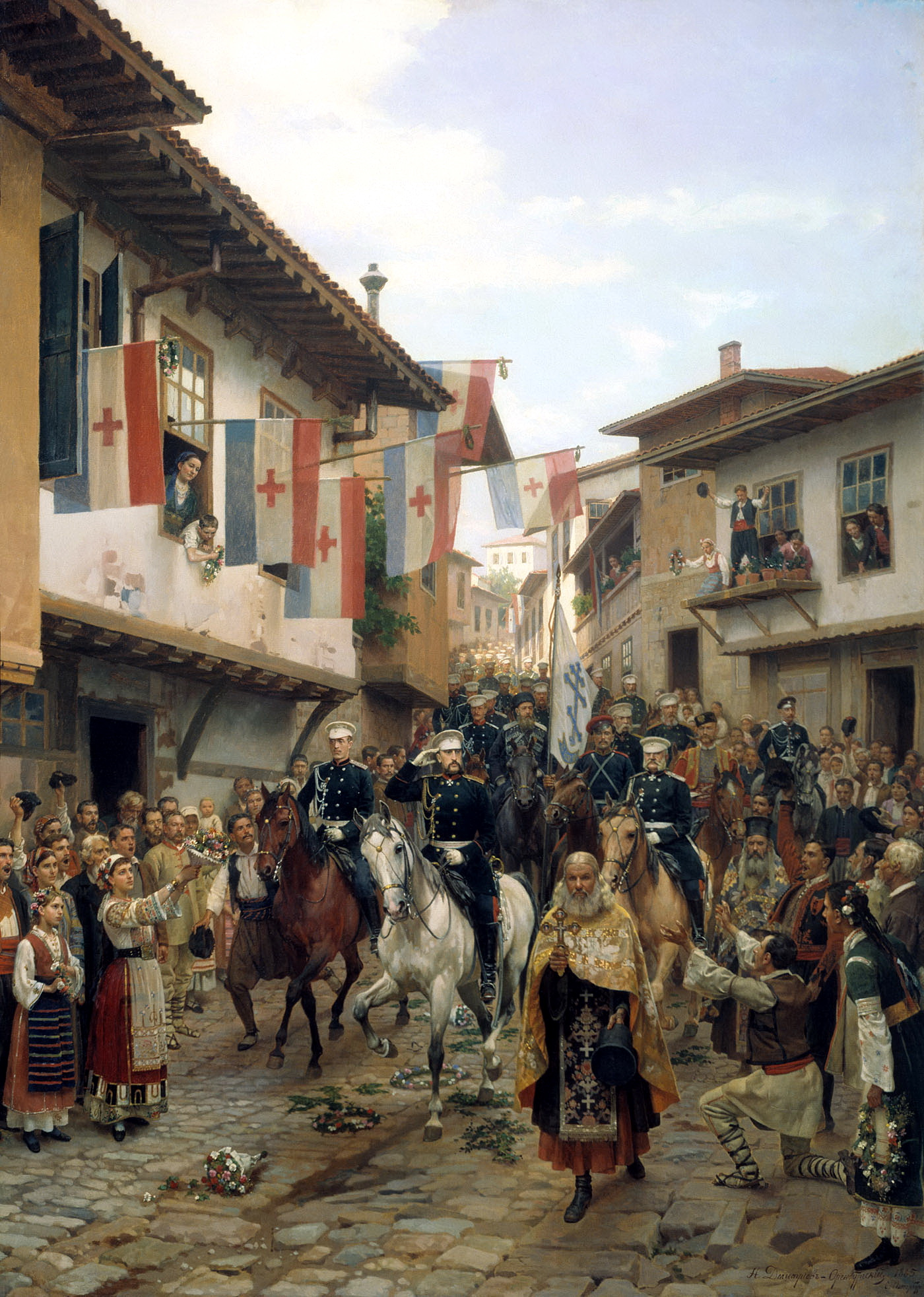
Một bức tranh miêu tả người dân háo thức chào đón Đại vương công Nikolay khi đếnVeliko Tarnovo

## Hôn nhân và gia đình
Nikolay Nikolayevich kết hôn với người em họ thứ hai là Đại vương công Alexandra Petrovna cô là chắc của Sa hoàng Pavel I. Rất nhiều người tại thời điểm này đã nhanh chóng nhận ra đây sẽ là một cuộc hôn nhân không hạnh phúc nhưng hôn lễ cũng diễn ra tại St Petersburg vào ngày 6 tháng 2 năm 1856 và có 2 người con:
- Đai vương công Nikolay Nikolayevich (1856–1929)
- Đai vương công Pyotr Nikolayevich (1864–1931)

Năm 1860, Nikolay công khai có mối quan hệ lâu dài một diễn viên múa ballet người Nga tên Catherine Chislova, cuối cùng sinh ra 5 người con bất hợp pháp:
- Olga Nikolayevna Nikolayeva (1868–1950)
- Vladimir Nikolayevich Nikolayev (1873–1942)
- Yekaterina Nikolayevna Nikolayeva (1874–1940)
- Nikolay Nikolayevich Nikolayev (1875–1902)
- Galina NNikolayevna Nikolayeva (1877–1878)

## Cuối đời

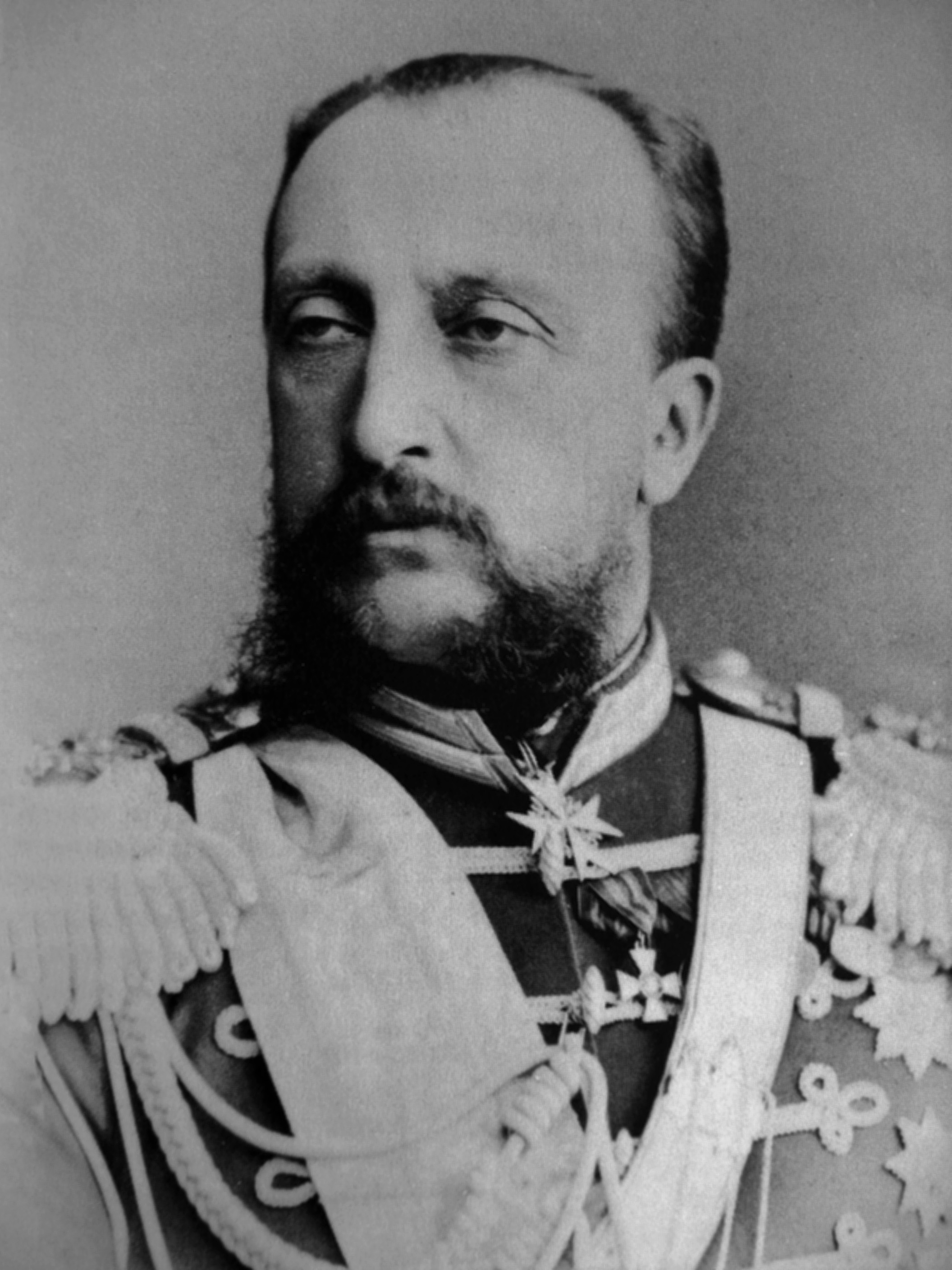

Khi đang ở Cannes, Pháp với hai con trai, Nikolay đã nhanh chóng trở về Nga ngay lập tức vào tháng 3 năm 1881 khi tin tức anh trai ông Aleksandr II bị ám sát. Ngày 15 tháng 5 năm 1881 đánh dấu nước Nga có một vị Sa hoàng mới tức Aleksandr III lên ngôi đã đánh dấu mối quan hệ ngày càng xa cách của ông với Quân chủ Nga. Cháu trai ông, Aleksandr III không có thiện cảm đặc biệt với chú của mình, tất cả quyền lực của ông dưới thời anh trai đã bị hạn chế nhiều sau khi Aleksandr III lên ngôi cộng thêm bị ảnh hưởng nặng nề hơn khi Nikolay dính líu đến các vụ bê bối quân sự, ông đã tấn công các quan chức chính phủ và chỉ huy quân đội một cách vô kỷ luật và cuối cùng bị cách chức. Việc không được lòng Sa hoàng Aleksandr III đã một phần thu hẹp quyền lực và vị trí của ông trong triều đình Nga và đã không còn là một nhân vật quan trọng. Vợ của ông cũng đã rời bỏ ông vào năm 1881 và chuyển đến Kiev khi Nikolay công khai sống với tình nhân, mặc dù Nữ đại vương công Aleksandra Petrovna từ chối ly hôn và 2 người con trai của ông đã đứng về phía mẹ trong cuộc hôn nhân tan vỡ này. Sự suy sụp trong sự nghiệp và gia đình đã khiến cho Nikolay nhanh chóng cầm cố Cung điện Nicholas ở St đó là số vốn tài sản cuối cùng của ông vì lối sống xa hoa, cho đến năm 1882, ông chính thúc bị quản thúc. Cháu trai ông Alexander III, đã công khai chỉ trích Nicholas vì đã ngoại tình.
Việc Nữ đại vương công Alexandra Petrovna không chịu ly hôn đã khiến cho các con riêng của Nikolay dù sinh ra tại thời điểm ông đã công khai nhưng vẫn được coi là bất hợp pháp và không được mang tước vị Đại vương công và họ Romanov. Cái chết bất ngờ của tình nhân ở Crimea đã khiến cho Nikolay trở nên điên loạn và mắc chứng mơ ảo về mọi phụ nữ đều yêu ông. Tình hình trở nên tệ hơn khi Nikolay tấn công một nam vũ công trẻ mà ông cho là phụ nữ. Sau một thời gian dài bị giam lỏng trong nhà ở Crimea, vào ngày 25 tháng 4 năm 1891 ông qua đời ở Alupka. Việc đánh mất đi vị trí quan trọng trong Hoàng gia Nga đã khiến cho sự ra đi của ông không được mọi người tiếc thương, cuối cùng tất cả các tài sản kết xù của ông đã chính thức bị bán để trả khoảng nợ khổng lồ của mình.

## Danh dự
- Đế quốc Nga:[16]
  - Hiệp sĩ Thánh Andrew, ngày 8 tháng 8 năm 1831
  - Hiệp sĩ của Thánh Alexander Nevsky, ngày 8 tháng 8 năm 1831
  - Hiệp sĩ đại bàng trắng, ngày 8 tháng 8 năm 1831
  - Hiệp sĩ của Thánh Anna, Hạng 1, ngày 8 tháng 8 năm 1831
  - Hiệp sĩ của Thánh George, Hạng 4, ngày 24 tháng 10 năm 1854 ; Hạng 2, ngày 15 tháng 7 năm 1877 ; Hạng 1, ngày 28 tháng 11 năm 1877
  - Hiệp sĩ của St. Vladimir, Hạng 1, ngày 1 tháng 1 năm 1863
  - Hiệp sĩ Thánh Stanislaus, Hạng 1, năm 1865
- Áo: Grand Cross of the Royal Hungarian Order of St. Stephen, năm 1851[17]
- Baden:
  - Knight of the House Order of Fidelity, ngày 29 tháng 5 năm 1852
  - Grand Cross of the Zähringer Lion, ngày 29 tháng 5 năm 1852
- Bỉ: Grand Cordon of the Order of Leopold
- Pháp: Grand Cross of the Legion of Honour, tháng 5 năm 1860
- Vương quốc Ý: Knight of the Annunciation, ngày 14 tháng 8 năm 1876[18]
- Vương quốc Hy Lạp: Grand Cross of the Redeemer, năm 1867
- Hà Lan: Grand Cross of the Netherlands Lion, ngày 30 tháng 8 năm 1849
- Vương quốc Phổ:[19]
  - Hiệp sĩ Đại bàng đen, ngày 14 tháng 6 năm 1838
  - Pour le Mérite (quân sự), ngày 8 tháng 12 năm 1871
  - Grand Commander Cross of the Royal House Order of Hohenzollern, ngày 25 tháng 9 năm 1872
- Đế quốc Ottoman: Order of Osmanieh, 1st Class in Diamonds, ngày 26 tháng 11 năm 1872
- Montenegro: Grand Cross of the Order of Prince Danilo I, ngày 28 tháng 12 năm 1868
- Vương quốc Romania: Order of the Star of Romania, Grand Cross, tháng 9 năm 1877
- Thụy Điển: Sweden-Norway: Knight of the Seraphim, ngày 19 tháng 7 năm 1875[20]